# Bulletin of the National Science Museum
Bulletin of the National Science Museum (abreviado Bull. Natl. Sci. Mus.) fue una revista científica con ilustraciones y descripciones botánicas que fue publicada en Tokio con los números 25 al 33 desde 1949 hasta 1953, con una nueva serie publicada desde 1954 hasta 1974, numerada del 34 al 95 (también numerada del 1-17). Fue precedida por Bulletin of the Tokyo Science Museum y reemplazada por Bulletin of the National Science Museum, Tokyo. Ser. B